# فدریکو اینسوآ
فدریکو اینسوآ (انگلیسی: Federico Insúa؛ زادهٔ ۳ ژانویهٔ ۱۹۸۰) بازیکن سابق فوتبال اهل آرژانتین است که ۱۴ بار برای تیم ملی فوتبال آرژانتین بازی کرد. او که در زمین فوتبال یک بازیساز است، به خاطر بینش و تکنیک خوبش چهره شناخته شده است.